# تكيف (عين)

ضوء من نقطة واحدة من كائن بعيد وضوء من نقطة واحدة لكائن قريب تم نقلها للبؤرة عن طريق تغيير تقوس العدسة.

مُطابقة أو تكيُّف العين هي العملية التي من خلالها تقوم عين الفقاريات بتغيير الطاقة الضوئية للمحافظة على صورة واضحة (التركيز) على كائن ما وما يطرأ عليه من تغييرات في المسافة.
تكيف العين يعمل وكأنه انعكاس، ولكن يمكن أيضا أن تتم السيطرة عليه بوعي. الثدييات والطيور والزواحف تتباين بالقوة البصرية بواسطة تغيير شكل العدسات المرنة باستخدام الجسم الهدبي (في البشر يصل إلى 15 ديوبتر). الأسماك والبرمائيات تتباين بالقوة البصرية بواسطة تغيير المسافة بين العدسات الصلبة وشبكية العين مع العضلات.
ويمكن للعين البشرية الشابة تغيير بؤرة العدسة من مسافة إلى سبعة سم من العين في 350 مللي ثانية. هذا التغيير المثير في قوة بؤرة العين حوالي 12 ديوبتر (الديوبتر هو 1 مقسوما على الطول البؤري بالمتر) يحدث كنتيجة لانخفاض التوتر النطيقي الناجم عن انقباض العضلات الهدبية. مدى تكيف العين ينخفض مع تقدم العمر. ففي العقد الخامس من العمر ينخفض مدى التكييف البصري بحيث ان اقرب نقطة على العين هي أكثر بعدا من المسافة اللازمة للقراءة. وعندما يحدث هذا يكون المريض مصاب بطول النظر الشيخوخي.بمجرد حدوث طول النظر الشيخوخي، فان أسوياء البصر(الذين لا يحتاجون تصحيح بصري لمسافة الرؤية) سوف يحتاجون إلى مساعدة بصرية للرؤية القريبة ؛ اما أولئك المصابون بحسر النظر (قصر نظر ويحتاجون إلى تصحيح بصري لمسافة الرؤية) سوف يجدون أنهم يرون أفضل من مسافة قصيرة من دون تصحيح، وأولئك الذين يعانون من مد النظر (بعد النظر) سوف يجدون بأنهم قد يحتاجون تصحيح نظر لكل من الرؤية القريبة ومسافة الرؤية. ان انخفاض الرؤية المرتبط بالعمر يحدث تقريبا على الصعيد العالمي، وقبل 60 سنة من العمر، ومعظم السكان سوف يلاحظون وجود انخفاض في قدرتهم على التركيز على الأجسام القريبة.
ومن الطبيعي ان يترافق بواسطة تقارب في العينين لإبقائها موجهة عند نفس النقطة، أحيانا يطلق عليه اصطلاح التلاقي اللا ارادي لتكيف العين.

## نظريات علم الآليات
- هيلمهولتز - إن النظرية الأكثر انعقادا على نطاق واسع [5] لتكيف العين هي النظرية المقترحة من قبل هيرمان فون هيلمهولتز عام 1855. عندما مشاهدة جسم بعيد، فان العضلات الهدبية المرتبة دائريا تسترخي مسببة نطيقية العدسات والأربطة المعلقة لسحبها على العدسات مما يعمل على تسطيحها. مصدر هذا التوتر النطيقي هو الضغط المبذول باتجاه الخارج على الأخلاط الزجاجية والمائية على الصلبة العينية. عند مشاهدة جسم قريب، فان عقد العضلات الهدبية (تقاوم الضغط الخارجي على الصلبة) مسببا نطيقية العدسات لتتراخى مما يسمح للعدسات بالارتفاع مرة أخرى بشكل أكثر سمكا وتحدبا.
- سكاتشر - اقترح رونالد سكاتشر نظرية بديلة مما يدل على أن التركيز من خلال العدسات البشرية يقترن مع التوتر المتزايد على العدسات عبر النطيقة الاستوائية ؛ وبأنه عندما تنقبض العضلة الهدبية، يزداد التوتر النطيقي الاستوائي، مما يجعل الأسطح المركزية للعدسة البلورية أشد انحدارا، ويجعل السماكة المركزية للعدسات تزيد (القطر الأمامي والخلفي) والأسطح المحيطية للعدسات تتسطح. في حين ان التوتر في النطيقة الاستوائية يتزايد خلال تكيف العين، اما النطيقتان الأمامية والخلفية فتسترخيان في نفس الوقت.[6] نتيجة للتغييرات في شكل العدسات خلال الإنسان في تكيف عين الجسم الحي، فان القوة البصرية المركزية للعدسات تزيد والانحراف الكروي في العدسات يتحرك في الاتجاه السلبي.[7] ونظرا لتزايد التوتر النطيقي الاستوائي على العدسات أثناء تكيف العين يتم زيادة الضغط على كبسولة العدسات وتظل العدسات مستقرة وغير متأثرة بالجاذبية.[8][9] ولوحظ الشكل نفسه من التغييرات التي تحدث في العدسة البلورية أثناء تكيف العين عندما يتم تطبيق التوتر الاستوائي على أي جسم قريب مغلف ومحدب الوجهين بأن يحصر المواد القابلة للانضغاط بالحد الأدنى (تغيير الحجم أقل من حوالي 3 ٪) ويحتوي على الملف الأهليلجي مع نسبة الارتفاع 0,6 ≤ (النسبة بين المحور الثانوي/ المحور الرئيسي) [10] التوتر الاستوائي فعال جدا عندما يطبق على اجسام محدبة الوجهين والتي لديها صورة جانبية مع نسبة ارتفاع 0,6 ≤. الحد الأدنى من التوتر الاستوائي ومجرد زيادة طفيفة في القطر الاستوائي يتسبب بزيادة كبيرة في التقوس المركزي. وهذا يفسر إمكانية استخدام نسبة الارتفاع في العدسة البلورية في الفقاريات للتنبؤ بالسعة النوعية في تكيف العين في عين الفقاريات. فالفقاريات التي لها عدسات مع نسبة ارتفاع ≤ 0.6 لها سعة عالية في تكيف العين ؛ مثل الرئيسيات والصقور بينما تلك الفقاريات التي لها عدسات مزدوجة التحدب مع جانب الارتفاع > 0,6 لها سعة منخفضة في تكيف العين ؛ على سبيل المثال طيور البوم والظباء.[11] في نهاية المطاف ان الانخفاض في سعة تكيف العين تنتج مظهر من المظاهر السريرية لطول النظر الشيخوخي [12] كما ان القطر الاستوائي للعدسة يزداد بشكل مستمر على مدى الحياة، وينخفض التوتر النقيطي لخط الأساس في نفس الوقت. وهذا يؤدي إلى انخفاض في طول خط أساس العضلات الهدبية المقترن مع نمو وزيادة العمر للعدسات. وطالما ان العضلات الهدبية مثل كل العضلات لها طولها له علاقة بالتوتر، فان أقصى درجات القوة والتي يمكن للعضلات الهدبية تطبيقها تتناقص كما يقصر طولها مع زيادة العمر. هذه هي علم أسباب الأمراض للتراجع المرتبط بالعمر في سعة تكيف العين والتي تنتج بمجرد حدوث طول النظر الشيخوخي.[13][14]

المنحنى السلسلي - اقترح د.جاكسون كولمان أن العدسات والنطيقة والزجاجية الأمامية تشتمل على الحجاب بين الدوائر الزجاجية والأمامية في العين  التقلص في العضلات الهدبية ينشأ ضغط متدرج بين الحجرات المائية والزجاجية التي تدعم شكل العدسات الأمامية في حالة الاستنساخ الالية لنصف القطر الحاد من الانحناء في مركز العدسات مع تسطيح طفيف في العدسة الأمامية المحيطية أي الشكل في المقطع العرضي من المنحنى السلسلي. الكبسولة الأمامية والنطيقة تشكل سطح الترامبولين أو شكل الأرجوحة والتي يتم استنساخها كليا بالاعتماد على الأبعاد الدائرية أي القطر للجسم الهدبي (عضلات مولر). ان الجسم الهدبي يوجه بذلك الشكل مثل أعمدة الجسر المعلق، ولكن لا تحتاج لدعم قوة اجتذاب القطر الاستوائي لتسطيح العدسات.
تصغير

### الآثار الناجمة عن تكييف العين
عندما تتكيف عين شخص ما مع كائن قريب فأن العيون تتقارب وتنقبض الحدقة. إن الجمع بين هذه الحركات الثلاث (تكيف العين والتقارب وانقباض حدقة العين) يتم تحت سيطرة نواة إيدنغر ويستفال ويشار إليها على انها الثالوث القريب. وعلى الرغم من أنه من الواضح أن التقارب يسمح لبؤرة العدسة بالتركيز على صورة الكائن على الشبكية فإن الدور الوظيفي للتقلص الحدقي أقل وضوحا. جدلا يمكن القول أنه قد يمكن زيادة عمق الحقل عن طريق الحد من بؤرة العين فان هذا يقلل بالتالي من المقدار اللازم لتكيف العين لجعل الصورة في بؤبؤ العين على شبكية العين.
هناك نسبة معينة قابلة للقياس بين مدى التقارب الذي يحدث بسبب تكيف العين (نسبة AC / A، نسبة CA/C). التشوهات مع ذلك يمكن أن تؤدي إلى مشاكل كثيرة في طب العيون. [بحاجة لمصدر]

## الخلل الوظيفي التكيفي
الدوق الدر صنف عددا من الاختلالات التكيفية :
- القصور التكيفي
- الاضطراب المستمر لتكييف العين
- التكيفية غير السطحية
- شلل في تكيف العين
- تشنج في تكيف العين

### أمراض تكيف العين
- الحسر
- التكيفية المتشنجة

### أخرى
- شلل العضلة الهدبية

## وصلات خارجية
- بؤبؤ العين - تعلم عن التكيف في العين نسخة محفوظة 15 يوليو 2011 على موقع واي باك مشين.
- oph/723 في موقع إي ميديسين - "بصر الشيخوخة: السبب والعلاج"
- البصري + التكيف في المكتبة الوطنية الأمريكية للطب نظام فهرسة المواضيع الطبية (MeSH).